# 七つの仮面
『七つの仮面』（ななつのかめん）は、横溝正史の短編推理小説。『講談倶楽部』昭和31年（1956年）8月号（講談社）に掲載された。
「金田一耕助シリーズ」の一つ。角川文庫『七つの仮面』（ISBN 4-04-130466-0）に収録されている。

## あらすじ
いまになっても「どうかすると聖女のように見えることがあると言われる」という美沙は、実際に聖女と呼ばれもてはやされた時期があると自分の過去を語り始める。
女学校時代の美沙は美しく気品に富んで潔らかで、教師や上級生に可愛がられ下級生には慕われ、特に上級生・山内りん子に熱烈な愛情を受けていた。卒業が近づくと、りん子は美沙は世間に出ずに学校に残るべきだと主張する。最後の秋に美沙の父親が腸チフスで死亡し、台風が襲来した初七日の夜、美沙は不安から泊まっていくようりん子に頼み、そのまま体を許す。
美沙はりん子との関係を続けていたが、干渉が強圧的になってきたのがうるさくなり、りん子が学校に残る準備を進めていたのを無視して、卒業の翌晩には「ベラミ」のウェイトレスとして働き始めた。りん子もすぐに「ベラミ」をつきとめて通うようになった。
持ち前の無邪気さで客たちからの誘惑から逃げてきた美沙は、半年後に江口万蔵に胸像のモデルになるよう頼まれる。アトリエに通うようになって1週間後、江口は美沙のヌードを見せて欲しいと頼む。江口の下心を知りつつ衣服を脱いだ美沙は江口に身を任せる。
江口が作った「聖女の首」の像は評判になり、美沙目当ての客も増えた。そのうちの中林と伊東の2人を手玉に取っていたが、年が改まると姿を見せなくなった。そして、中林が好きな女を諦めて親の選んだ女と結婚したという噂を聞く。怒りのあまり店を飛び出し、一人暮らしの伊東のアパートへ行くが、伊東に「純潔な処女だと信じきって惚れていたのをどうしてくれるんだ」となじられ、ベッドにねじ伏せられる。
5階にある伊東の居室を後にして管理人室の前まで来ると、人が落ちる音が聞こえた。管理人が美沙と通りかかった金田一を連れて見に行くと伊東だった。伊東の部屋の窓からは黒い影が引っ込んで灯りが消えた。目撃者は男か女か判らなかったと皆証言したが、美沙はりん子の特徴的な髪を認めていた。部屋にはりん子がいつも持ち歩いている傘の黒檀の柄があり、それで撲った跡があった。
それから2日目、りん子が服毒自殺を遂げているのをアパートを訪ねた美沙が管理人と共に発見する。その晩、美沙は中林や伊東に告げ口したのが江口かりん子か判断できず、江口のアトリエを訪ねた。鍵がかかっていない留守のアトリエに入った美沙は、吸取紙に中林が癖にしている鱗模様が描かれていることに気付く。そして「聖女の首」の像の両側に並んで黒い布がかぶせられた6つの胸像があることにも気付く。それは美沙のいやらしい姿を捉えた胸像で「接吻する聖女」「抱擁する聖女」「法悦する聖女」「悪企みする聖女」「血ぬられた聖女」などと題がついていた。これらの胸像で中林や伊東に正体を知らせていたことに気付いた美沙は、酔って入ってきた江口を刺殺する。
裁判では江口が2人をアトリエへ招待して胸像を見るよう仕向けたことを中林が証言し、美沙の量刑は軽微となる。しかし、ひと一人殺めた女は相手にされず、美沙は娼婦の群れに身を落とす。
そこへ金田一が、りん子の服毒の件について意見をたたかわせたいとやってきた。りん子の眼鏡が壊れていたにもかかわらず、嘔吐することなく利く量の毒薬が正確に計量されていた。部屋の鍵は室内の小卓にあって密室状態だったが、その小卓にピンをさしたような跡があった。つまり、紐を使った簡単なトリックで外から鍵を入れたと考えられる。
美沙はりん子の死に顔が安らかだったというと、金田一は熱愛する同性の愛人と一緒に死ねると思い込んでいた、それはその同性の愛人が生きていられない事情を知っていたからだと指摘する。その事情とは伊東を殺害したことで、りん子は美沙が下へ降りたころを見計らって死体を突き落とすことで美沙をかばった。しかし、美沙はそれを知ると、りん子のことを生かしておけないと考えた。
金田一が去ったあと、美沙は手記を書いた。美沙が江口を刺殺したとき鏡に映った顔は「血ぬられた聖女」にそっくりだった。りん子の殺害を計画しているときは「悪企みする聖女」にそっくりだったろう。そして、あしたの朝には7つ目の胸像「縊れたる聖女」にそっくりの顔で発見されるだろう。

## 主要な登場人物
金田一耕助
私立探偵。
美沙
横浜郊外の牧場で育ち、市内のフランス系カトリックの女学校に通っていた。卒業後は銀座の高級喫茶「ベラミ」のウェイトレス。
山内りん子
女学校での美沙より3つ年上の上級生。幼くして孤児となり、給費生として卒業した後も特別の教育を受けながら低学年の生徒を受け持っていた。度の強い眼鏡をかけ、赤茶けた髪で、いかつい体なので醜い女という印象があるが、色白で知性を感じさせ、頭脳明晰で学校始まって以来の才媛と言われていた。
江口万蔵（えぐち まんぞう）
「ベラミ」の常連客。彫刻家。ひどい猫背。
中林良吉（なかばやし りょうきち）
「ベラミ」の常連客。色の浅黒いがっちりした体格の男。体格に似合わず初心なところがある。いつもシャープペンシルを持って、ありあう紙に三角形を書き連ねて鱗のような模様を描く癖がある。
伊東慎策（いとう しんさく）
「ベラミ」の常連客。女のように華奢だが弾力にとんだバネを思わせる強靭さを感じさせる体をしている。悪党がって見せているが美沙には見破られている。
宮崎（みやざき）
伊東が一人暮らしをしているアパートの管理人。

## 解説
1947年（昭和22年）2月に発表された短編『聖女の首』が原型になっており、原型作品は出版芸術社『横溝正史探偵小説コレクション3』（ISBN 978-4-88293-260-4）に収録されている。
原型作品に金田一は登場せず、山内りん子に相当する人物も登場しない。美沙の性愛に関する記述も無く、山内りん子や江口万蔵との情交や服役後に娼婦稼業に身を落としたくだりは改稿後の新規部分である。伊東慎策に強姦されて殺害した設定も無く、殺害するのは江口万蔵のみで、金田一の登場を必要としない単純な殺害方法のみとなっている。
美沙に言い寄る若い男が原型作品では3人であったところを2人に減らし、各々の個性を詳細に設定している。胸像は「聖女の首」以外に5個、併せて6個であったところを、山内りん子殺害に関係する「悪企みする聖女」を増やして7個に変え、うち3個については表題を意味が似た別のものに変更している。原型作品では美沙は胸像が予告する運命に操られるような形で自殺しているところを、金田一に真相を看破されたという明確な自殺理由がある形に変えている。
金田一耕助登場作品で本作のように登場人物の1人称で語られる作品はそれほど多くはないが、他にも何例か見られる。詳しくは金田一耕助#記録者を参照。